# 花園川

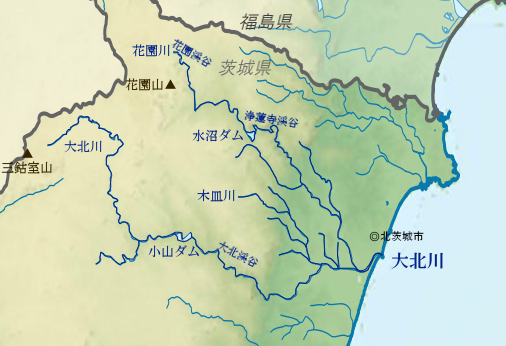
大北川流域概略図

花園川（はなぞのがわ）は、茨城県北部の北茨城市を流れる川。二級河川大北川の支流である。
多賀山地（阿武隈高地南部）の花園山などを水源とし、流域には花園湿原、浄蓮寺渓谷、花園神社、花園渓谷などの景勝地・観光地があり、新緑や紅葉の時期には観光地となっている。県内初の多目的ダム、水沼ダムもある。

## 流路
花園川の源流、栄蔵室と花園山の北側の標高700から750メートル付近には、亀谷地湿原（花園湿原）と呼ばれる比較的広い湿地帯が広がっている。湿原には遊歩道が整備され、早春にはミズバショウなどがみられる。
この高原地帯を東に流れたあと、川は南へ転じる。そこから3キロメートルあまりにわたって峡谷となる。支流を含めてこの一帯は花園渓谷と呼ばれ、花園花貫県立自然公園の一角をなし、茨城県北部の観光地のひとつとなっている。
中流には水沼ダムがある。このダムは、茨城県内では最初の多目的ダムとして昭和41年（1966年）に完成したもので、流域350ヘクタールの水害防止のほか、農地178ヘクタールの灌漑をまかない、北茨城市の上水道1.2万立方メートル、工業用水1.4万立方メートルを供給している。
水沼ダムの下流で、川は再び峡谷となる。ここは浄蓮寺渓谷と呼ばれている。
浄蓮寺渓谷の下端部には花園川発電所（東京発電）があり、水沼ダムから送られる流水で発電を行っている。さらにその下流には華川発電所がある。これはもともと明治末期に常磐炭田の採掘を行った常磐炭礦が炭鉱用の発電所として建設したものである。昭和46年（1971年）に炭鉱が閉鎖になると発電所も廃止されたが、平成21年（2009年）に東京発電がこれを取得、補修や再整備を行って平成23年（2011年）から稼働しているものである。
花園川は、最大の支流である根古屋川をあわせた後、旧磯原町（現在は北茨城市磯原町）にはいる。川の左岸の台地上には、磯原工業団地が広がる。
その後、花園川は大北川に注ぐ。合流地付近では、大北川の支流である木皿川も集まっており、一帯は沖積平野になっている。

## 花園湿原
花園湿原は亀谷地湿原（かめやじしつげん）とも言い、花園川の源流にある山地性の湿原である。標高はだいたい700メートルから750メートル。
早春のミズバショウでよく知られている。このほか学術的に貴重な植物は、サワギキョウ、ミズチドリ、モウセンゴケ、ミズゴケ類である。動物では、茨城県内としては初めて、昭和47年（1972年）に花園湿原でオゼイトトンボが確認された。そのほか、ムモンアカシジミといった昆虫類、クロツグミやアカゲラといった鳥類の生息地となっている。

## 花園渓谷
花園川の上流部、本流の約3キロメートル区間と、花園橋（県道27号）付近で分かれて花園神社から奥の院へ至る支流の一部は花園渓谷と呼ばれている。
本流は、花園山の北麓から東麓にかけて曲がりくねったV字谷となっており、途中には「与四郎の滝」などがある。支流側は、花園山の南麓にある花園神社から奥の院へ2キロメートルほど遡ると、「七ツ滝」がある。七ツ滝は険峻な岩場を7段に渡って落ちているところからついた名で、茨城県の名勝指定を受けており（昭和27年（1952年）12月18日指定。）、1950年には茨城百景茨城百景に選ばれた。
花園神社の社伝によると、七ツ滝の滝壺は花園川・大北川の河口にある磯原海岸の沖にある岩場の穴に通じているのだという。その滝壺の底に棲むアワビが花園神社の御神体とされているため、神社の氏子はアワビを食してはならないとされている。神社では7年に1度、河口の岩場で「潮出祭」という神事を行っている。
花園渓谷一帯には、「花園」の地名の由来とされるアズマシャクナゲの群落があり、茨城県の天然記念物「花園山シャクナゲ群落」として昭和11年（1936年）に指定を受けた。しかし、庭木として持ち去られたり、群落を潰して道路を通したりしたために、いまでは群落はかなり減ってしまい、渓谷の奥地でしかみられなくなった。それでも5月の開花期には花園神社の境内などでシャクナゲが見られる。神社の春季例祭は「石楠花祭」と呼ばれている。
本流と支流が合流する花園橋付近にはオートキャンプ場なども整備されており、渓谷一帯を散策する出発地点となっている。

## 水沼ダム

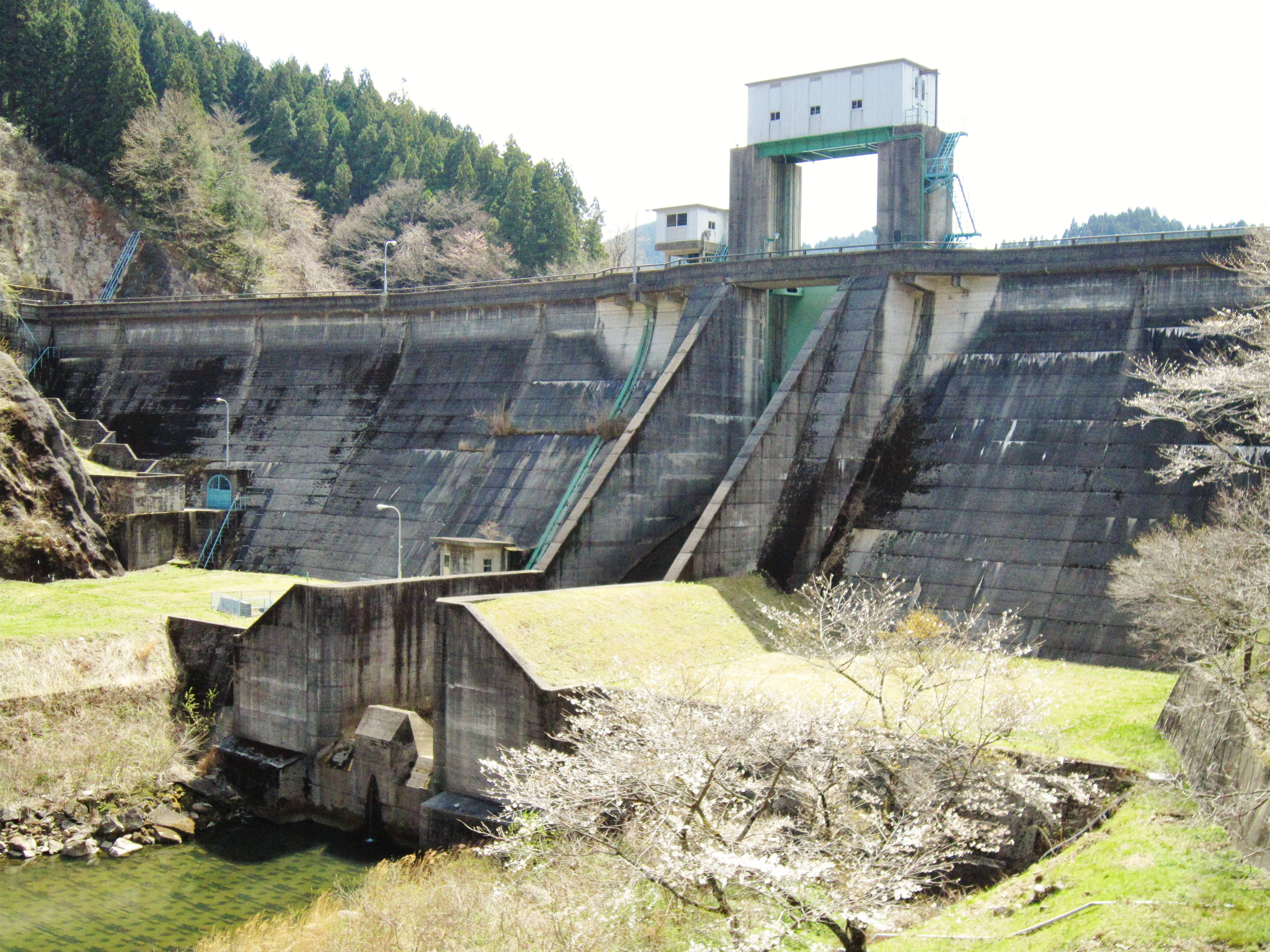
水沼ダム

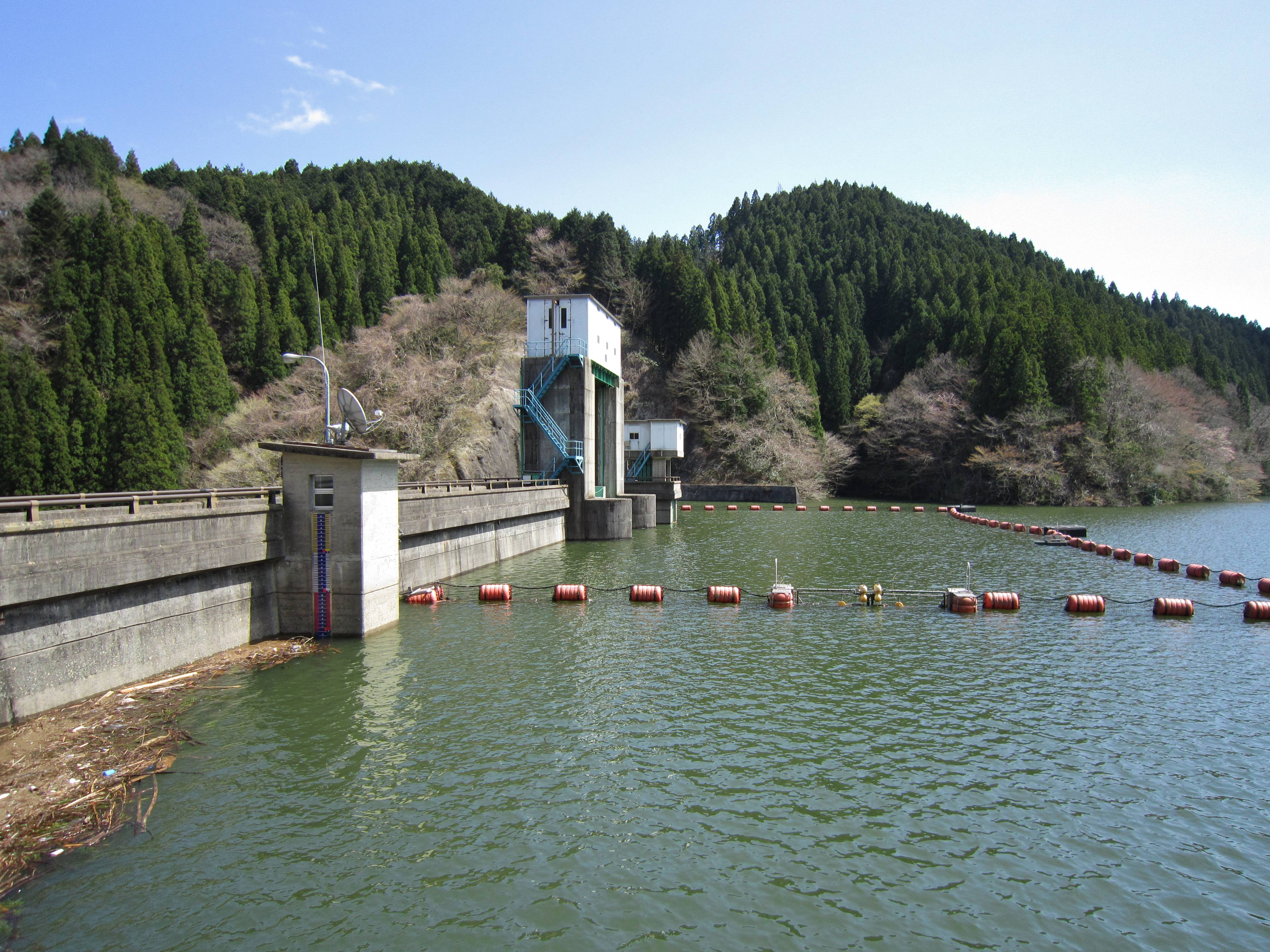
水沼ダム

水沼ダムは、茨城県内の多目的ダムとしては最初のもので、昭和41年（1966年）に完成した。重力式コンクリートダムであり、流域の水害防止と、農業灌漑用水、飲用水、工業用水の供給しているほか、釣りなどのレジャーの地としても活用されている。
令和元年東日本台風（台風19号）で緊急放流した。
| 名称     | 目的   | 形式               | 堤高  | 堤頂長 | 集水面積 | 湛水面積 | 総貯水容量  | 有効貯水量  | 出典   |
| 水沼ダム | 多目的 | 重力式コンクリート | 33.7m | 140.0m | 3,700ha  | 35ha     | 2,230,000m3 | 1,660,000m3 | [ 17 ] |

## 浄蓮寺渓谷
花園川は、水谷ダムの下流でふたたび峡谷となって蛇行している。この峡谷部の下流端にある天台宗の寺院の名から、この峡谷を浄蓮寺渓谷と呼ぶ。
渓谷内には弥四郎滝、鮎干（あゆほし）滝、不動滝などがあるほか、寺の背後の断崖には1000年前のものと伝わる三十三観音の石仏がある。

## 河川施設
橋梁
- 磯馴橋（一般道）[21]
- 若宮橋（茨城県道22号北茨城大子線）[21]
- 花園川橋（常磐自動車道）[21]
- 花園橋（茨城県道27号塙大津港線）

ダム
- 水沼ダム

発電所
- 花園川発電所（東京発電）
- 華川発電所（東京発電）

## 主な支流
- 下流より記載。
- 「国web」は国土地理院電子国土Webに川名の記載があるもの。

| 川名         | よみ         | 長さ (km) | 延長 (km) | 流域 面積 (km2) | （備考、関連項目）                                             | 国web | 出典                       |
| 大北川       | おおきたがわ | 31.00     | 22.17     | 195.50          | 石岡第一発電所、石岡第二発電所、大北渓谷、小山ダム、横川発電所 | ○     | [ 22 ] [ 23 ] [ 3 ] [ 24 ] |
| ｜花園川     | はなぞのがわ |           | 17.67     | 62.00           | 花園渓谷、浄蓮寺渓谷、水沼ダム、花園川発電所                   | ○     | [ 1 ] [ 2 ] [ 24 ]         |
| ｜｜根古屋川 | ねごやがわ   |           | 4.50      | 7.40            |                                                                |       | [ 25 ] [ 26 ]              |
| ｜｜綱木川   |              |           |           |                 |                                                                |       | [ 27 ]                     |
| ｜｜才丸川   |              |           |           |                 |                                                                |       | [ 28 ]                     |